# Río Güell

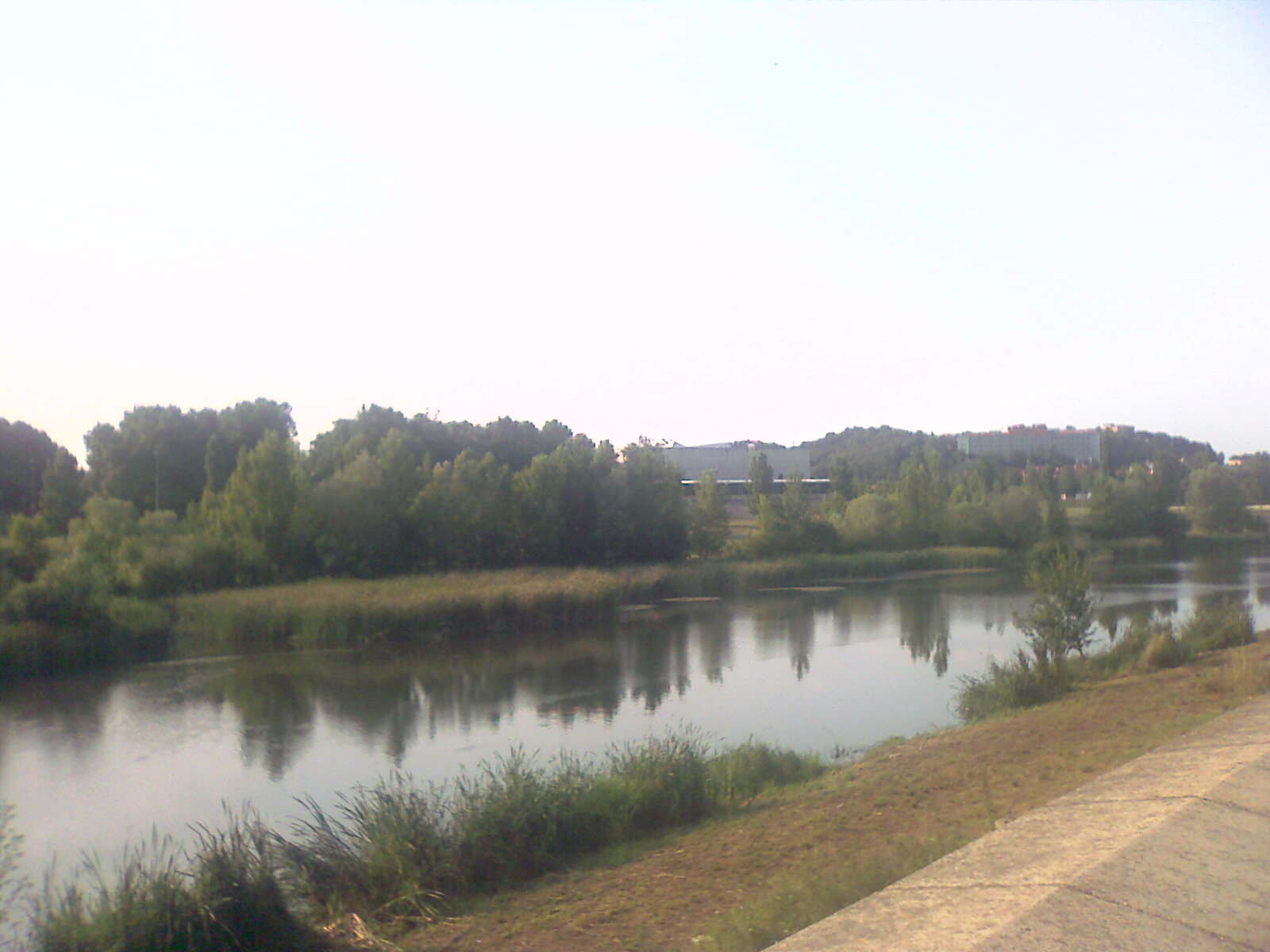
Unión del río Güell con el río Ter

El río Güell es un río situado en el noreste de la península ibérica, en Cataluña, España.
Se encuentra emplazado en la ciudad de Gerona y atraviesa la ciudad por debajo de la zona del polígono industrial. Tiene unos 13.5 Kilómetros de largo y aunque antiguamente era afluente del río Oñar, tras unas obras de canalización ahora desagua directamente en el río Ter. Se le considera un arroyo, topográficamente hablando, junto con los ríos Oñar y Galligans.

## La Inundación
Los días 18 y 19 de septiembre de 1843, estos ríos protagonizaron la última gran inundación que sufrió la ciudad de Gerona, en la cual perdieron su vida unas veinte personas, entre las cuales se contaba el heroico Alférez Huarte.